# Asymmetric Digital Subscriber Line

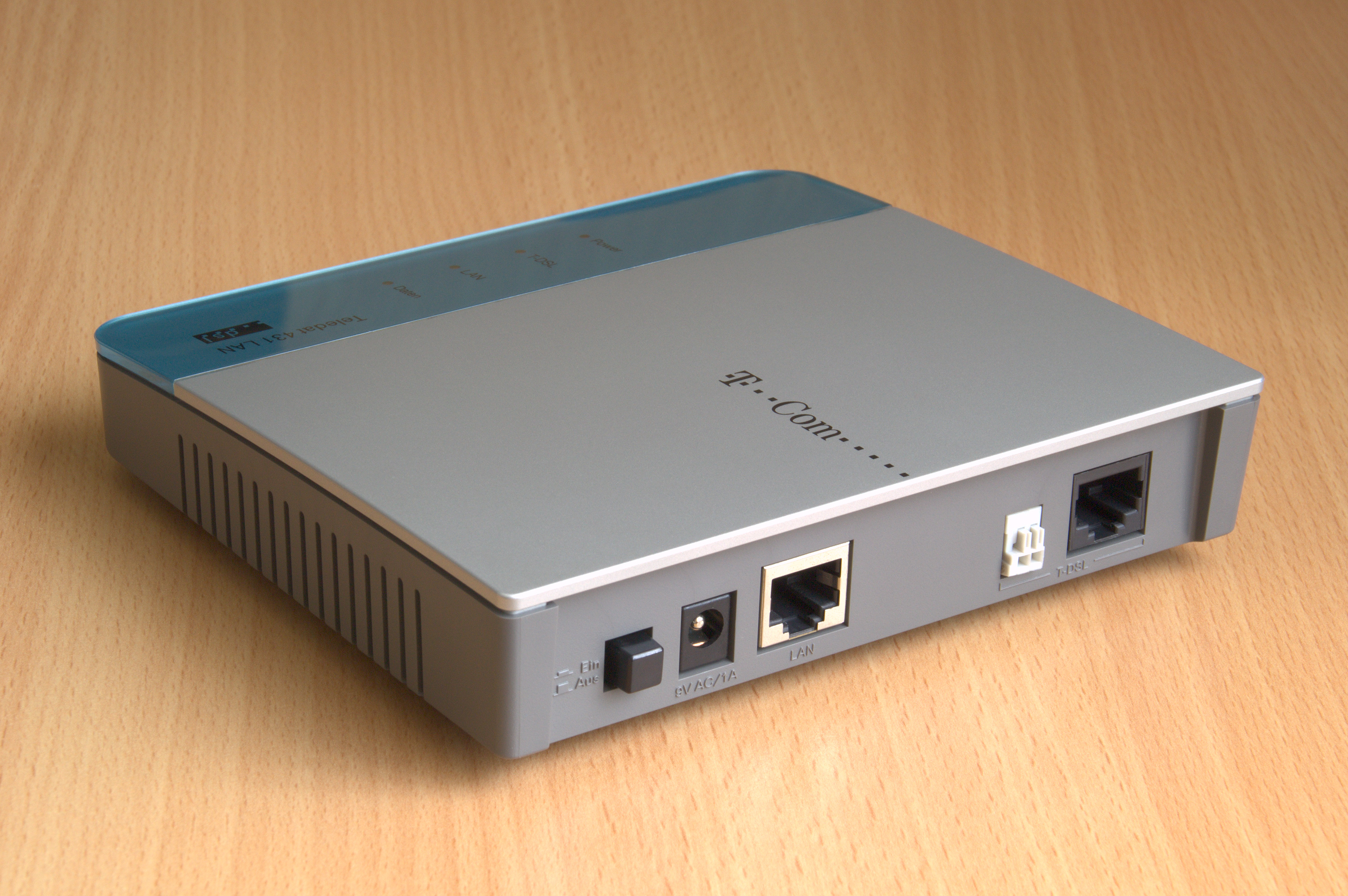
DSL-Modem für ADSL und Ethernet

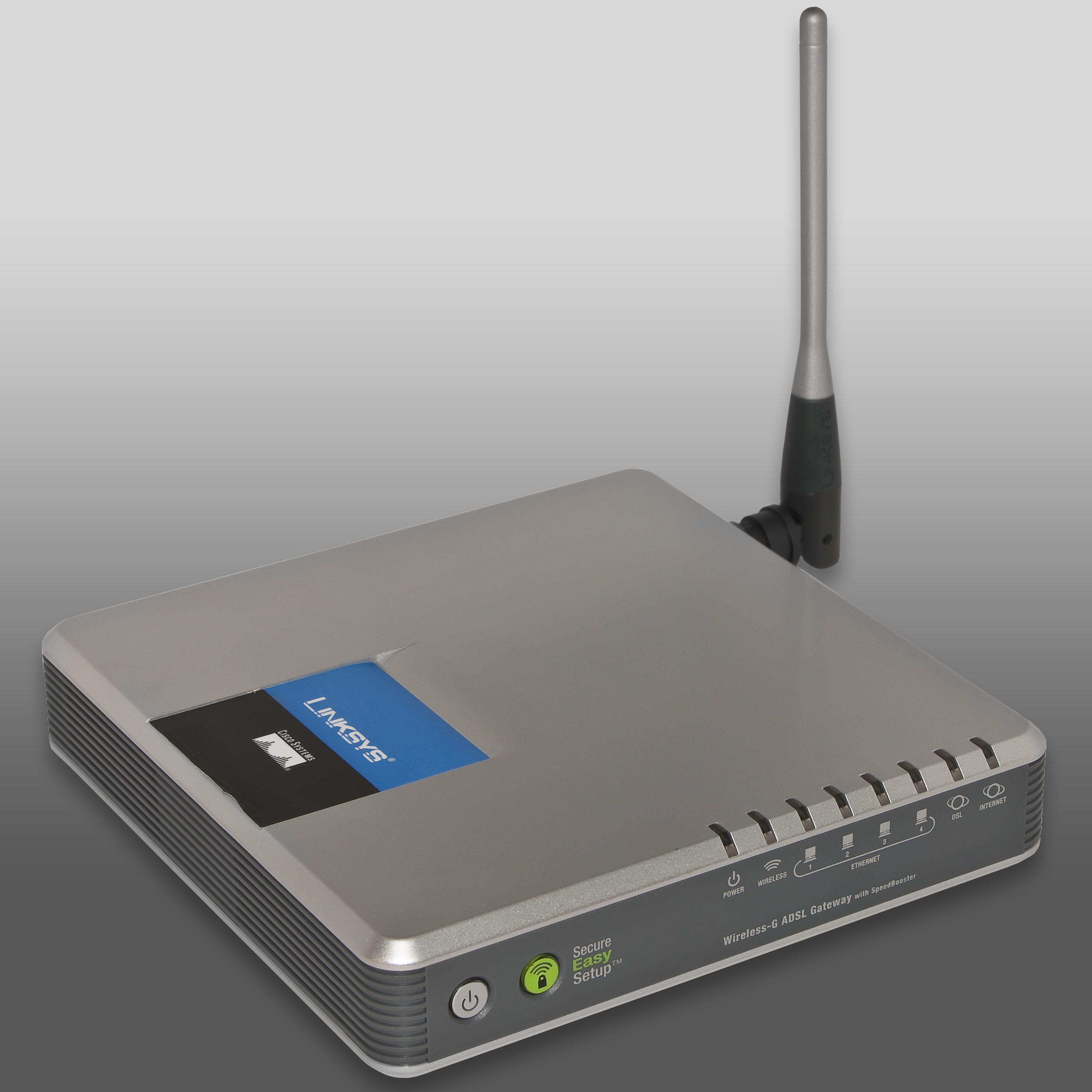
Multifunktionsgerät: Wireless Access Point, Switch, Router und ADSL-Modem.

Asymmetric Digital Subscriber Line (ADSL, englisch für asymmetrischer digitaler Teilnehmer-Anschluss) ist eine Anschlusstechnik von Breitbandanschlüssen für Konsumenten. Sie wurde als Variante der DSL-Technik mit der Maßgabe entwickelt, über die vorhandene Telefonanschlussleitung zu funktionieren, ohne die Telefonie über den Festnetzanschluss zu beeinträchtigen, und gleichzeitig der Zielkundengruppe (Privathaushalte, Kleinbetriebe) eine dort geeignete asymmetrische (ungleiche) Datenübertragungsrate mit höherer Empfangs- als Senderate anzubieten.

## Technik

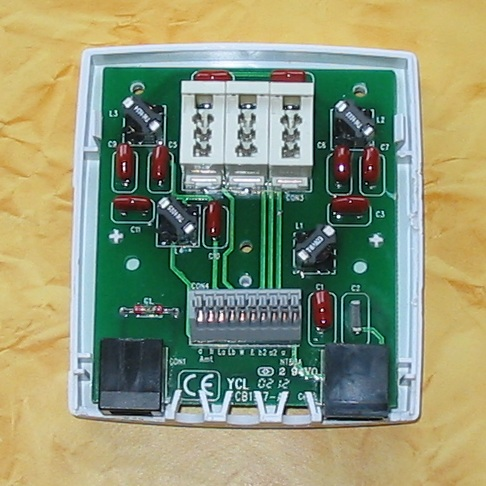
Geöffneter DSL-Splitter zum Anschluss von Telefon und ADSL-Modem

ADSL kann an Anschlussleitungen von analogen (POTS) und digitalen (ISDN) Telefonanschlüssen eingesetzt werden oder als entbündelter Datenanschluss (entbündeltes DSL).
Bei POTS/ISDN-Anschlussleitungen gibt es Frequenzbereiche, welche für die Telefonie nicht genutzt werden und daher brach liegen. Diese höheren Frequenzbereiche werden für ADSL verwendet. Grundsätzlich erhöht sich die Leitungsdämpfung mit steigender Entfernung zur Vermittlungsstelle, was die verfügbaren Datenraten und die Abdeckung mit ADSL geographisch begrenzt. Outdoor-DSLAMs bieten hier eine Abhilfe, finden jedoch wegen der höheren Kosten pro Port zumindest bei ADSL wenig Verbreitung.
Funktionsprinzipien der ADSL-Technik sind Frequenzmultiplexverfahren, Fourier-Transformation und Discrete Multitone Transmission (DMT). Ein ADSL-Modem enthält als wesentliche Bestandteile einen schnellen DMT-Modulator/Demodulator und einen digitalen Signalprozessor zur Berechnung der Fourier-Transformationen für die einzelnen Frequenzen.
Damit sich die beiden Nutzungsarten der Telefonleitung nicht stören, werden die beiden Frequenzbereiche sowohl beim Teilnehmer als auch im Hauptverteiler durch eine Frequenzweiche, den sogenannten DSL-Splitter, getrennt. Grundsätzlich wird durch die ADSL-Nutzung kein Sprachkanal belegt, so dass man gleichzeitig das Internet nutzen und mittels klassischer Festnetztelefonie telefonieren kann.
Im vergangenen Jahrhundert war das nicht möglich, da das damalige Telefonmodem nur die Bandbreite der Sprachübertragung zur Verfügung hatte. Mit dem Frequenzband von 300 Hz bis 3400 Hz konnte entweder Sprache oder Daten übertragen werden, nicht beides gleichzeitig. Die verfügbare Bandbreite betrug damals maximal 56 kbit/s.
Die Datenübertragung beim in Deutschland eingesetzten ADSL-over-ISDN läuft in 4312,5 Hz ({\displaystyle 4{\tfrac {5}{16}}} kHz) breiten Bändern mit einer Symbolrate von je 4 kBd im Bereich von 138 bis 276 kHz (32 Bänder) für den Upstream und von 276 bis 1104 kHz (192 Bänder) für den Downstream. Wegen der schlechten Leitungsqualität – schließlich waren die Telefonleitungen nicht für die Übertragung von Signalen mit einer Bandbreite von etwa 1 MHz vorgesehen – wird die Leitung vom Endgerät zur Vermittlungsstelle „ausgemessen“ und einzelne Bänder gegebenenfalls ausgeblendet, falls die Dämpfung zu groß ist oder Reflexionen auftreten.
Mit der im zunehmenden Maß von den ADSL-Anbietern eingesetzten ADSL2+-Norm geht eine Ausdehnung des verwendeten Frequenzbereichs nach oben bis 2208 kHz einher, was bei kurzen Anschlussleitungen deutlich höhere Datenraten ermöglicht: Generell bis zu 24 Mbit/s (Megabit pro Sekunde) in Empfangsrichtung und bis zu 3,5 Mbit/s in Senderichtung.

## ADSL an Analog- und ISDN-Anschlüssen

Ungefähre Bitraten verschiedener ADSL-Standards in Abhängigkeit von der Leitungslänge zwischen DSL-Modem und DSLAM

Normalerweise wird ADSL an Analoganschlüssen und reinen Datenanschlüssen nach den ADSL-over-POTS-Normen geschaltet (‚Annex A‘), während an ISDN-Anschlüssen ADSL-over-ISDN eingesetzt wird ('Annex B'). Diese Normen unterscheiden sich durch die Signalisierung sowie die verwendeten Frequenzbänder.
Die ursprünglich im deutschen Festnetz installierte ADSL-Gerätetechnik benutzt als weltweite Besonderheit ADSL-over-ISDN an sämtlichen ADSL-Anschlüssen. Dies hat den Vorteil, dass nur einer anstelle von zwei technischen Standards durch die ADSL-Anbieter unterstützt werden muss, und der Teilnehmer ohne Wechsel der installierten ADSL-Technik zwischen Analoganschluss, ISDN-Anschluss und reinem Datenanschluss wechseln kann.
Gleichzeitig gibt es mit der Entscheidung, die Technik von ADSL-over-ISDN auch bei analogen Telefonanschlüssen zu verwenden, Bandbreiten- und Reichweitennachteile. Als nachteilige Folge ist die ADSL-Verfügbarkeit an langen Anschlussleitungen gegenüber ADSL-over-POTS durch das Aussparen des dämpfungsärmsten und dadurch reichweitenstärksten ADSL-over-POTS-Frequenzbereichs von 26 bis 138 kHz deutlich eingeschränkt, was die mögliche maximale Datenrate an allen ADSL-Anschlüssen verringert. Neuere ADSL-Varianten wie etwa das besonders reichweitenstarke und von France Telecom seit Frühjahr 2006 landesweit eingesetzte Reach-Extended-ADSL2 (ITU G.992.3 Annex L), das die durch eine Vermittlungsstelle versorgbare Fläche gegenüber ADSL-over-POTS/Annex A nochmals um ca. 40 % vergrößert oder ITU G.992.5 ADSL2+ Annex M mit drastisch auf 3,5 Mbit/s erhöhter Sende-Datenrate stehen zudem für ADSL-over-ISDN gar nicht zur Verfügung.
Die Telekom plant bis 2018 komplett auf die sogenannten IP-basierten Anschlüsse ('Annex J') umzustellen und die niedrigen, dämpfungsarmen Frequenzen für die Datenübertragung nutzbar zu machen. Das bedeutet dann das Ende für analoge Telefonanschlüsse sowie für digitale Telefonanschlüsse des ISDN (und damit für ADSL-over-ISDN, ‚Annex B‘) im Netz der Deutschen Telekom.

## Aushandlung

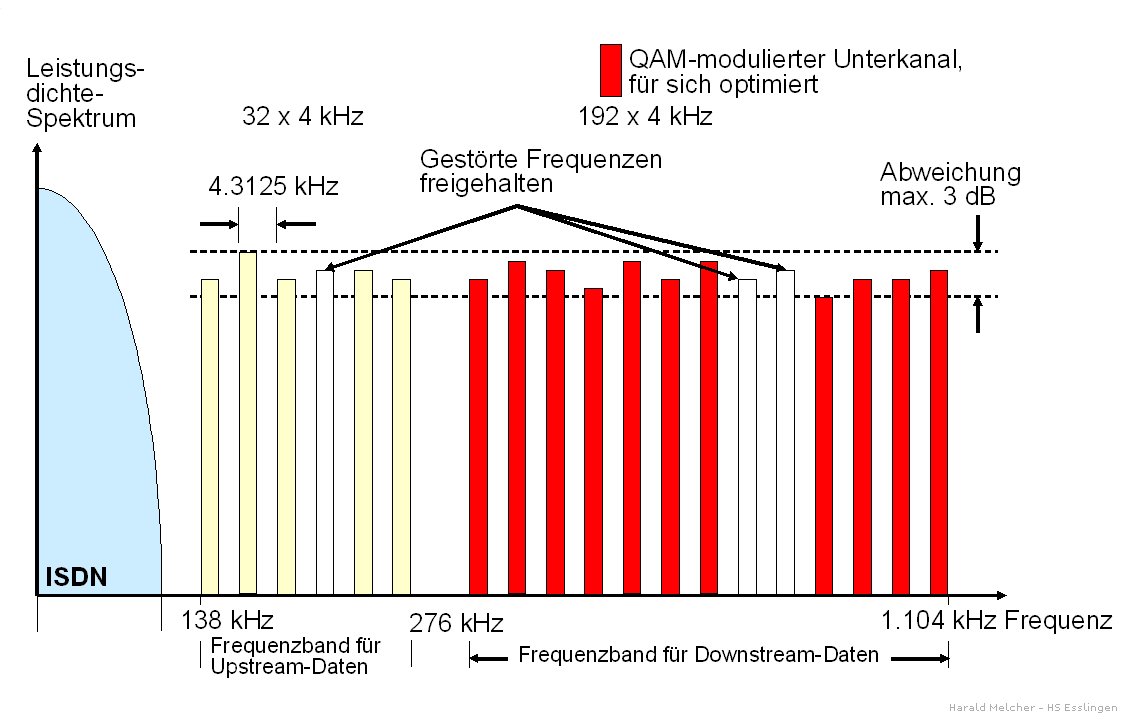
Spektrum der Discrete Multitone Modulation auf der Übertragungsstrecke

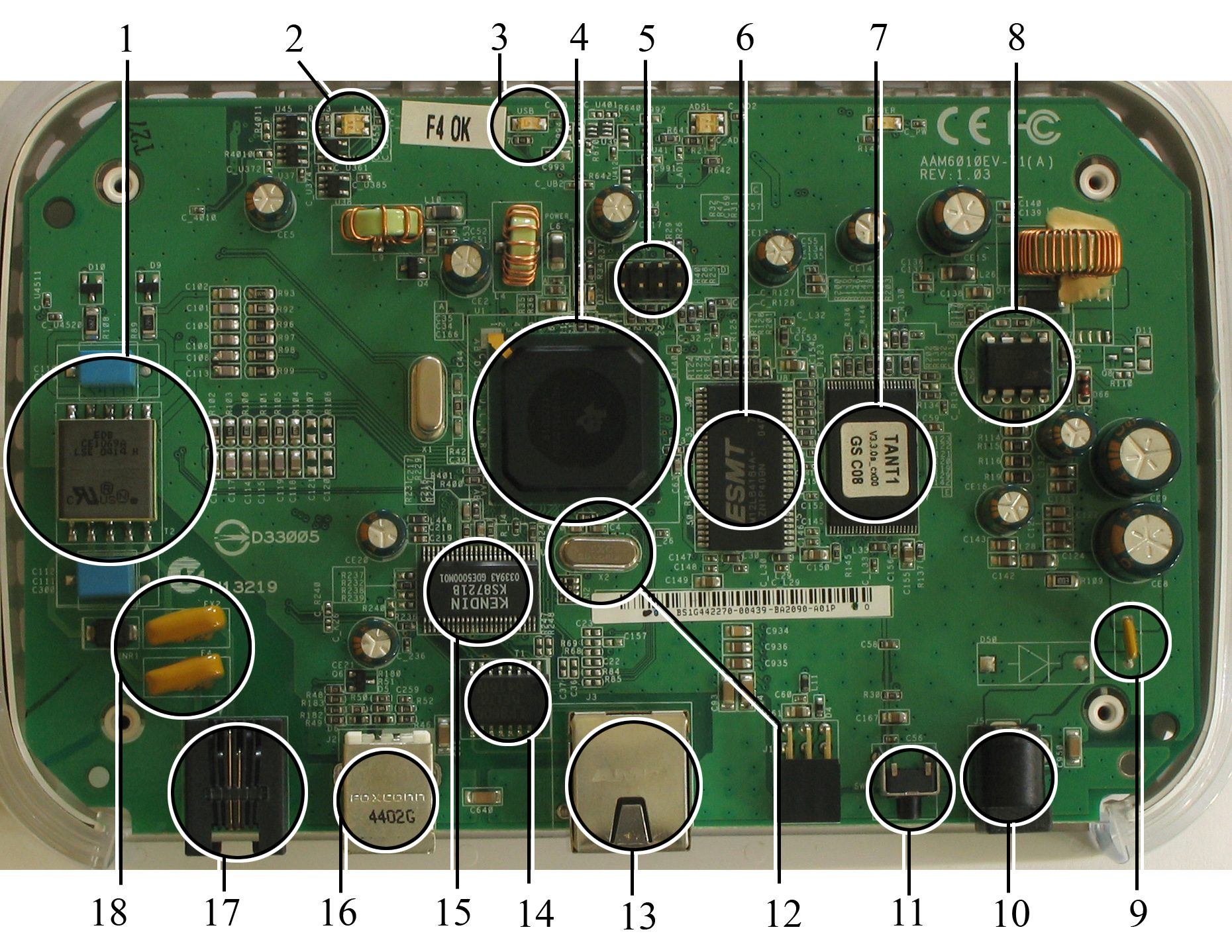
Geöffneter ADSL-Router mit Beschreibung der einzelnen Funktionseinheiten

Beim Aufbau der ADSL-Verbindung verständigen sich das ADSL-Modem auf Teilnehmerseite und der DSLAM im Central Office zunächst auf die verwendete ADSL-Norm (s. u.) und handeln anschließend die Verbindungsparameter der ADSL-Verbindung aus: Die Übertragungskapazität der einzelnen DMT-Frequenzträger der Kupferdoppelader wird ausgemessen, die Downstream- sowie Upstream-Übertragungsrate wird entsprechend den Vorgaben des für den Anschluss konfigurierten DSLAM-Profils ausgehandelt und auf die einzelnen Träger verteilt. Nach Fertigstellung der Verbindungsaushandlung bleibt die DSL-Verbindung bis zum Abbruch der DSL-Verbindung synchronisiert (d. h. verbunden).
Bei der Aushandlung der Übertragungsraten wird die ratenadaptive (englisch rate adaptive) Aushandlung (auch Rate Adaptive Mode, RAM) von der fixen bzw. festen Aushandlung unterschieden.
Bei der fixen Aushandlung gibt der DSLAM die (Upstream/Downstream-)Übertragungsrate fest vor. Kann aufgrund der momentanen Leitungsausmessung (beispielsweise auch aufgrund von zeitweiligen Störeinflüssen) die vorgegebene Übertragungsrate nicht erreicht werden, schlägt der DSL-Verbindungsaufbau fehl.
Bei der ratenadaptiven Aushandlung wird dagegen vom DSLAM nur die jeweils maximale Übertragungsrate (oder ein Datenratenkorridor) vorgegeben; gelingt die Verbindungsaushandlung nicht mit der vom DSLAM vorgegebenen maximalen Übertragungsrate, wird ersatzweise die Verbindung mit der höchstmöglichen Übertragungsrate, die die derzeitigen Leitungsbedingungen ermöglichen (innerhalb des Datenratenkorridors), synchronisiert. D.h. die beim Verbindungsaufbau ausgehandelte Übertragungsrate passt sich den Leitungsbedingungen an. Derart konfigurierte ADSL-Anschlüsse sind also ratenadaptiv geschaltet.
Die mit ADSL2+ mögliche Seamless Rate Adaption erlaubt es zusätzlich, bei bestehender Verbindung die Übertragungsgeschwindigkeit an die Übertragungsqualität der Kabelverbindung anzupassen, ohne die Synchronisation zu verlieren (also ohne die DSL-Verbindung zu trennen); diese Funktion ist derzeit (2010) von den deutschen ADSL2+ Anbietern jedoch großteils (ausgenommen HanseNet-, QSC- und M-net-DSLAMs) noch nicht implementiert.
Wegen der für den sicheren Betrieb von ADSL-Anschlüssen mit fixer Ratenschaltung notwendigen hohen Störabstands-Sicherheitsmarge kann in der Regel an diesen Anschlüssen nur eine deutlich niedrigere Datenrate zur Verfügung gestellt werden als diejenige, die bei adaptiver Aushandlung der Datenrate möglich wäre. Wegen dieses Nachteils setzen sowohl national als auch international die meisten ADSL-Anbieter bereits seit mehreren Jahren die ratenadaptive Schaltung ein.
In Deutschland findet die fixe Ratenschaltung beinahe ausschließlich noch bei technisch durch die Deutsche Telekom realisierten DSL-Anschlüssen bis 6 Mbit/s (T-DSL, T-DSL-Resale, Bitstromzugang) Verwendung. Die im Herbst 2007 von ihr beabsichtigte Ausweitung der ratenadaptiven Schaltung auf das gesamte ADSL-Produktportfolio ab Ende 2008 wurde zwischenzeitlich wiederholt verschoben. Die im Oktober 2009 angekündigte schrittweise Einführung ab Februar 2010 wurde nach wenigen Tagen wegen Problemen im CRM-T-Buchungssystem ausgesetzt.
Während bei der fixen Aushandlung die Störabstands-Sicherheitsmarge in der Regel so hoch ist, dass so gut wie alle auf dem Markt befindlichen ADSL-Modems und -Router einen störungsfreien Betrieb gewährleisten, hat bei der ratenadaptiven Schaltung im technischen Grenzbereich die Qualität des verwendeten Modems an eher längeren Anschlussleitungen einen deutlichen Einfluss auf die erzielbare Datenrate und die Leitungsstabilität der ADSL-Verbindung.

## Protokolle
Für einen Verbindungsaufbau ins Internet werden weitere Protokolle verwendet wie die PPP-basierten: PPPoE (zum Beispiel in Deutschland und der Schweiz; an den auf T-DSL-Technik der Telekom basierenden DSL-Anschlüssen (auch T-DSL-Resale) können mehrere PPPoE-Verbindungen zu unterschiedlichen Internetzugangsanbietern gleichzeitig bestehen), PPP over ATM in Kombination mit PPTP (zum Beispiel in Österreich, Frankreich und Italien) oder MPoA (in Deutschland für geroutete Subnetze, in Spanien für statische IP-Adresse).

## Interleaving
Zwecks besserer Fehlerkorrektur der ADSL-Verbindung wird von einigen Anbietern (etwa bei T-DSL der Telekom) Interleaving eingesetzt. Das bedeutet, dass die Pakete nicht einfach in ihrer originalen Reihenfolge gesendet werden, sondern ineinander verschachtelt. Das führt dazu, dass der Empfang eines Pakets eine längere Zeit benötigt, und erhöht so die Latenz der Verbindung, da zum Beispiel nach dem Paket 10 nicht gleich Paket 11 kommt, sondern die Pakete 11 bis 18 ineinander verschränkt. Falls die Leitungsbedingungen es zulassen, kann bei diesen Anbietern zum Teil mittels meist aufpreispflichtiger Option (Fastpath) das Interleaving abgeschaltet werden.

## ADSL-Normen

### Frequenzbereiche
|  |

| analog/ISDN Schutzband Upstream Downstream ADSL/ADSL2 zusätzlicher Downstream ADSL2+ |

### Empfangs- und Senderate
| Norm                  | Name                    | Empfangsrate (Downstream) | Senderate (Upstream) | Faktor   |
| --------------------- | ----------------------- | ------------------------- | -------------------- | -------- |
| ANSI T1.413 Issue 2   | ADSL                    | 8 Mbit/s                  | 0,6 Mbit/s           | 13,3 : 1 |
| ITU-T G.992.1         | ADSL (G.dmt)            | 8 Mbit/s                  | 1 Mbit/s             | 8 : 1    |
| ITU-T G.992.1 Annex A | ADSL over POTS          | 10 Mbit/s                 | 1 Mbit/s             | 10 : 1   |
| ITU-T G.992.1 Annex B | ADSL over ISDN          | 10 Mbit/s                 | 1 Mbit/s             | 10 : 1   |
| ITU-T G.992.2         | ADSL Lite (G.lite)      | 1,5 Mbit/s                | 0,5 Mbit/s           | 3 : 1    |
| ITU-T G.992.3         | ADSL2 (G.bis)           | 12 Mbit/s                 | 1,2 Mbit/s           | 10 : 1   |
| ITU-T G.992.3 Annex A | ADSL2 over POTS         | 12 Mbit/s                 | 1 Mbit/s             | 12 : 1   |
| ITU-T G.992.3 Annex B | ADSL2 over ISDN         | 12 Mbit/s                 | 1 Mbit/s             | 12 : 1   |
| ITU-T G.992.3 Annex I | All-digital mode ADSL2  | 12 Mbit/s                 | 3,2 Mbit/s           | 3,75 : 1 |
| ITU-T G.992.3 Annex J | All-digital mode ADSL2  | 12 Mbit/s                 | 3,5 Mbit/s           | 3,43 : 1 |
| ITU-T G.992.3 Annex L | RE-ADSL2                | 6 Mbit/s                  | 1,2 Mbit/s           | 5 : 1    |
| ITU-T G.992.3 Annex M | ADSL2 extended upstream | 12 Mbit/s                 | 3,5 Mbit/s           | 5 : 1    |
| ITU-T G.992.4         | ADSL2 (G.bis.lite)      | 12 Mbit/s                 | 1 Mbit/s             | 12 : 1   |
| ITU-T G.992.5         | ADSL2+                  | 24 Mbit/s                 | 1 Mbit/s             | 24 : 1   |
| ITU-T G.992.5 Annex A | ADSL2+ over POTS        | 24 Mbit/s                 | 1 Mbit/s             | 24 : 1   |
| ITU-T G.992.5 Annex B | ADSL2+ over ISDN        | 24 Mbit/s                 | 1 Mbit/s             | 24 : 1   |
| ITU-T G.992.5 Annex I | All Digital ADSL2+      | 24 Mbit/s                 | 3,2 Mbit/s           | 7,5 : 1  |
| ITU-T G.992.5 Annex J | All Digital ADSL2+      | 24 Mbit/s                 | 3,5 Mbit/s           | 6,86 : 1 |
| ITU-T G.992.5 Annex M | ADSL2+M                 | 24 Mbit/s                 | 3,5 Mbit/s           | 6,86 : 1 |